# Sorbus coxii
Sorbus coxii är en rosväxtart som beskrevs av Mcall.. Sorbus coxii ingår i släktet oxlar, och familjen rosväxter. Inga underarter finns listade i Catalogue of Life.